# ピッカリリ
ピッカリリあるいは マスタードピクルスは、南アジアのピクルスを英国風にした、微塵切りの酢漬け野菜と香辛料で調理した付け合せ、あるいはソース。レシピは各地域でかなりの違いがある。

## 語源
オックスフォード英語辞典には、1758年にハナー・グラスが「パコ・リラ、またはインドのピクルスの作り方」を説明した記載があり18世紀半ばにまで遡ることが出来る。明らかな初期の言及では、1694年頃に書かれたアン・ブレンコウの領収書本にあり、キルモリー卿の「ピクルス・リラ、インディアン・ピクルス」と記されている。
この言葉のより馴染みのある形は、1769年にイギリス人作家、エリザベス・ラファルドの『経験豊富なイギリス人の家政婦』に「インディアン・ピクルスか、ピカリーロを作るために」として登場する。リチャード・ブリッグスは1788年の著書『The English Art of Cookery』の中で、同様に「ピッカ・リーロ」と呼ばれている。「piccalilli」という綴りは1799年版のタイムズ紙の広告に見られる。

## イギリスのピッカリリ

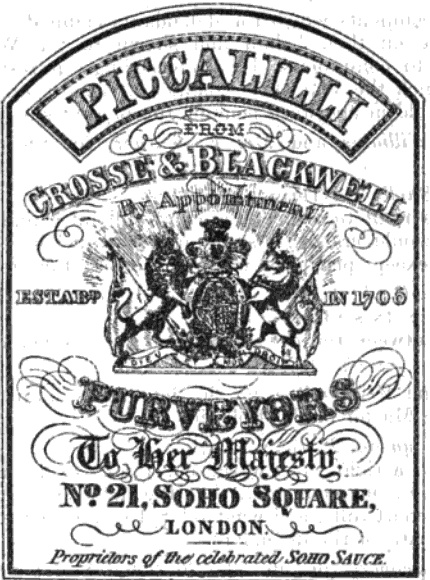
1867年頃にクロス・アンド・ブラックウェル社が使用したピッカリリのラベル

イギリスのピッカリリには、複数の野菜(定期的にカリフラワー、タマネギ、ガーキン)とマスタードとターメリックの調味料が含まれる。より細かく刻んだ品種「サンドイッチ・ピッカリリ」も、イギリスの大手スーパーマーケットで手に入る。ソーセージ、ベーコン、卵、トースト、チーズ、トマトなどの食品の添え物として使用される。ハムやヘッドチーズなどの冷たい肉や、プラウマンズランチと一緒に食される。それは冷たい七面鳥や他の残り物を良くするので、それは通常クリスマスに提供される。通常、タマネギが利用可能で、約2ヶ月の漬け込むことで、お祝いの席に間に合うよう準備が整う秋に仕込まれる。商業製品や、ピッカリリは女性研究所と農家で作られるものの主力でもある。

## キプロスのピッカリリ
イギリスのピッカリリの無糖バージョンはキプロス島で発見されている。それはパールオニオンは無く、ニンジンが入って、より円やかなマスタードソースである。ピッカリリはキプロスではキプロス語でπίκλα(pikla)、キプロス語ではビクラ(bikla)として知られる。それは調味料として時には東地中海のメゼ料理として供される。

## アメリカのピッカリリ
米国北東部では、市販のピッカリリはピーマンやグリーントマトをベースに作られる。このスタイルはピーマンの味にやや似ており、色はより濃い赤、または緑色をしていることで区別され、イギリスのピッカリリのように、具材は大きく微かに甘い。ハンバーガーやホットドッグ等のトッピングとして一般的に使用されている。イギリス風や黄色のピッカリリも用意される。
米国中西部では、商業用ピッカリリは細かく刻んだ若いキュウリが使われる。明るい緑色で幾分甘く、シカゴドッグの調味料としてよく使用される。このスタイルは「ネオンレリッシュ」と呼ばれることもある。
米国南部では、ピッカリリは一般的に提供されていない。その代わり、微塵切りにした緑色(未熟な)トマトをベースにしたチャウチャウが提供されている。この味は、タマネギ、ピーマン、キャベツ、サヤインゲン、その他の野菜も含む。他のピッカリリとは似ないが、チャウチャウはしばしばそのように呼ばれ、用語は同じ意味で使われている。米国西部ではピッカリリは珍しい。

## スリナムのピッカリリ
ピッカリリのはるかにスパイシーな変わり種は、伝統的な英国のピッカリリがニンニクと黄色のマダムジャネットチリペッパーで作られたサンバルと混合されているスリナムの旧オランダの植民地から来ている。このピッカリリはよく自家製で見られるが、オランダのコーナーショップで瓶で購入出来る。スリナムのピッカリリは見た目が普通のピッカリリに似るがもっとスパイシーである。